# 陶然亭站
陶然亭站是一个位于中国北京市西城区白纸坊街道与陶然亭街道交界菜市口大街、陶然亭路、白纸坊东街交叉口，属于北京地铁4号线的地铁车站，2009年9月28日启用。

## 结构
陶然亭站是地下车站，采用岛式站台设计。

### 车站楼层
| G                 | 地面   | 出入口 |
| B1                | 北站厅 | 自动售票机、客服中心 |
| B1                | 南站厅 | 自动售票机、客服中心 |
| B2                | 站台   | \| \| \| █ 4号线往安河桥北（菜市口） \| \| 島式 · 開左邊车门 \| \| \| \| \| \| █ 4号线往天宫院（大兴线）（北京南站） \| |
|                   |        | █ 4号线往安河桥北（菜市口）                                                                                             |
| 島式 · 開左邊车门 |        | |
|                   |        | █ 4号线往天宫院（大兴线）（北京南站）                                                                                   |

### 站厅

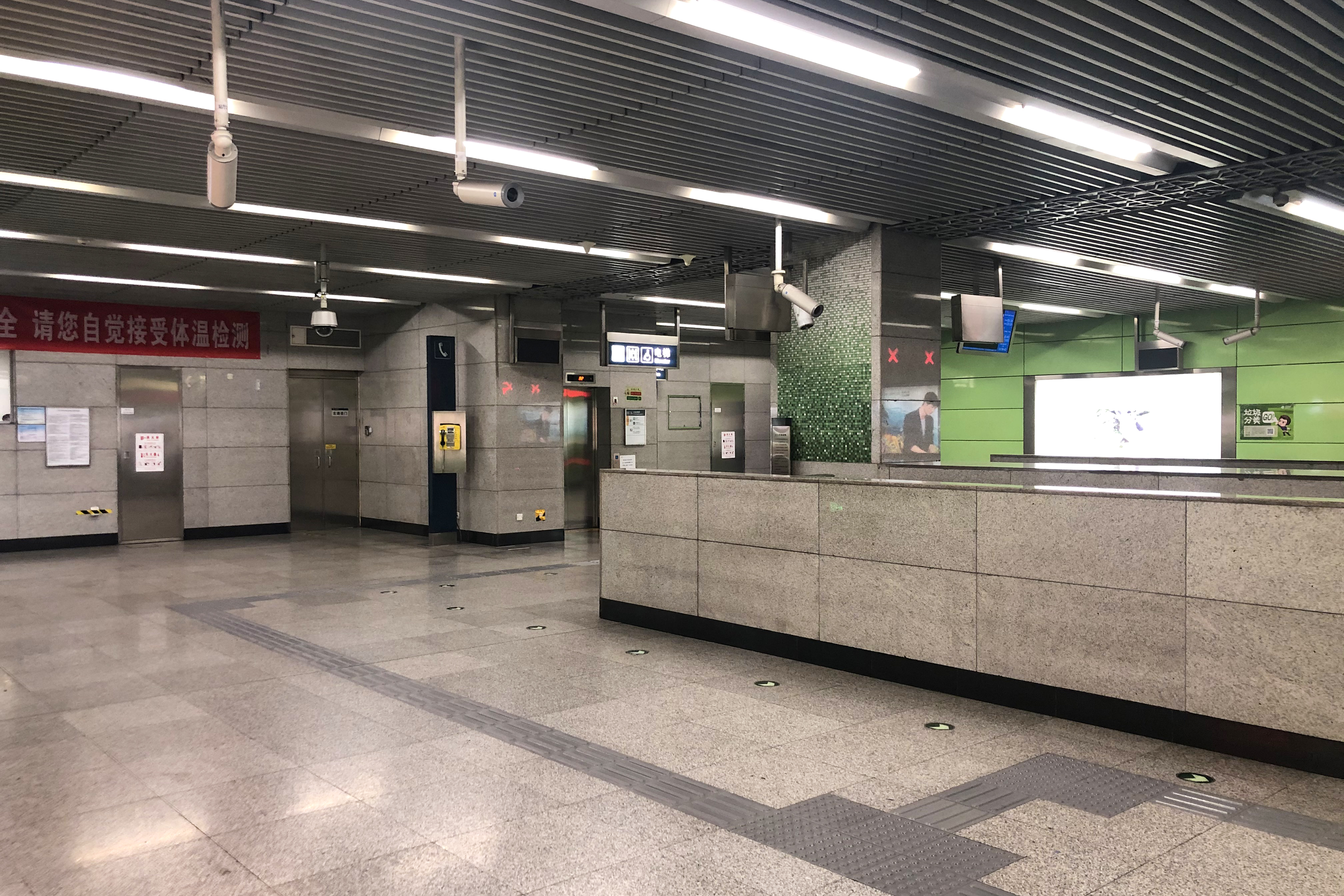
北站厅
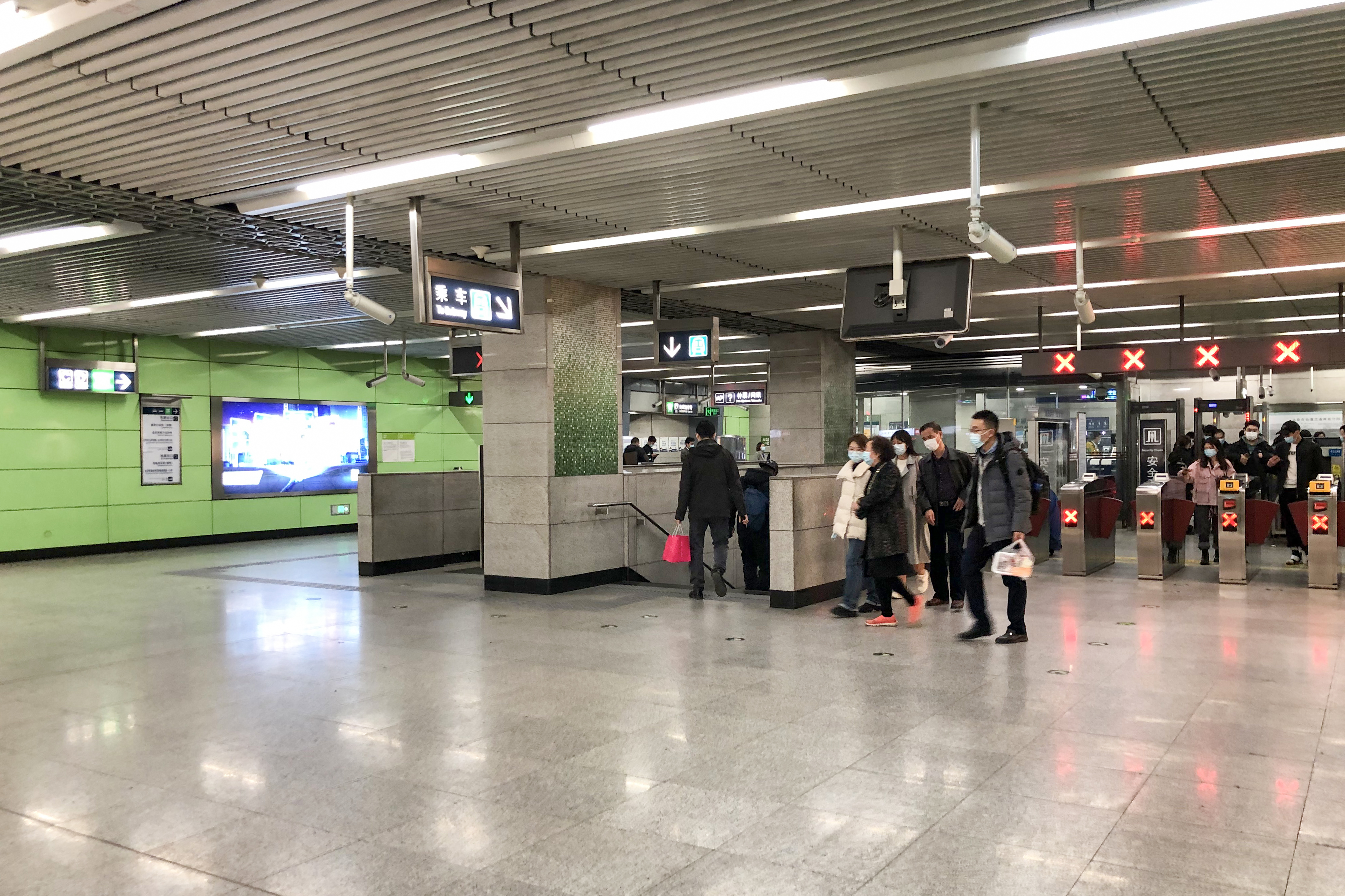
南站厅

陶然亭站在路口南北两侧各设一个分离式站厅，其中北侧站厅设有通往站台的直梯。

### 站台
陶然亭站设有1座岛式站台，位于菜市口大街地底。

### 出入口
|                                            |                    |                                                                                                  |      |                |
| 编号                                       | 指示               | 建议前往的目的地                                                                                 | 图片 | 无障碍设施图片 |
| 出口 · A · 轮椅升降台标志 · 轮椅辅助车标志 | 白纸坊东街（北侧） | 北京市第一四零中学、亚泰中心、万寿公园                                                           |      |                |
| 出口 · C                                   | 菜市口大街（东侧） | 如家陶然亭酒店、健宫医院、北京市第十五中学、北方昆曲剧院                                         |      | 不適用         |
| 出口 · D                                   | 白纸坊东街（南侧） | 北京市宣武师范学校附属第一小学、三教寺幼儿园、经济日报社、西城区人民法院（南区）、泰然居、清芷园 |      | 不適用         |
| 註： 設有輪椅升降台 \| 設有輪椅輔助車      |                    |                                                                                                  |      |                |